# Torus Games
Torus Games Pty. Ltd. è un'azienda australiana fondata nel 1994 che sviluppa videogiochi.
Ha iniziato a sviluppare il loro primo gioco nel 1994, un gioco per Game Boy e Game Gear basato sul film Stargate, pubblicato da Acclaim Entertainment. Torus ha pubblicato oltre 100 titoli.
L'azienda utilizza un unico motore di gioco multipiattaforma scalabile che supporta attivamente Xbox 360, PlayStation 3, PC, Wii, Wii U, Nintendo DS, Nintendo 3DS, iOS, Nintendo DSi e PlayStation Vita. Il motore grafico funziona in modo univoco su console, palmari (compresi quelli senza supporto in virgola mobile) e telefoni cellulari, e la loro pipeline delle risorse unificate consente a Torus di offrire lo stesso gioco dallo stesso codice-base in comune su tutte le piattaforme hardware.
Torus Games ha sede a Bayswater, in Victoria. L'amministratore delegato è Bill McIntosh. Torus è un'azienda a conduzione famigliare.
La società è più comunemente conosciuta per i suoi giochi di azione / avventura basati su licenze ben note. Tra le pubblicazioni più recenti di Torus Games ricordiamo Barbie e le sue sorelle: Salvataggio Cuccioli e Monster High: New Ghoul in School su PlayStation 3, Xbox 360, Wii, Wii U, Steam e 3DS, entrambe pubblicate da Little Orbit.
Nel 2015, Torus Games ha ricevuto il premio come miglior sviluppatore della Disney per l'impegno profuso nell'ambito dell'iniziativa Disney Imagicademy. Hanno anche lanciato il loro primo gioco originale su iOS e Android, Crystal Crusade, seguito da Flipper Fox e Heidi Price e t'Orent Express nel 2016.

## Giochi
PlayStation 3
- Barbie e le sue sorelle: Salvataggio Cuccioli (Little Orbit) (2015)
- Monster High: New Ghoul in School (Little Orbit) (2015)
- Dragon Trainer 2 (Little Orbit) (2014)
- Falling Skies (Little Orbit) (2014)
- Rise of the Guardians (D3 Publisher) (2012)

Xbox 360
- Barbie e le sue sorelle: Salvataggio Cuccioli (Little Orbit) (2015)
- Monster High: New Ghoul in School (Little Orbit) (2015)
- Dragon Trainer 2 (Little Orbit) (2014)
- Falling Skies (Little Orbit) (2014)
- Rise of the Guardians (D3 Publisher) (2012)
- Monster Jam (Activision) (2007)

Wii U
- Barbie e le sue sorelle: Salvataggio Cuccioli (Little Orbit) (2015)
- Monster High: New Ghoul in School (Little Orbit) (2015)
- I pinguini di Madagascar (videogioco 2014) (Little Orbit) (2014)
- Dragon Trainer 2 (Little Orbit) (2014)
- Falling Skies (Little Orbit) (2014))
- Barbie: Dreamhouse Party (Little Orbit) (2013)
- I Croods: Festa Preistorica (D3 Publisher) (2013)
- Rise of the Guardians (D3 Publisher) (2012)

Wii
- Barbie e le sue sorelle: Salvataggio Cuccioli (Little Orbit) (2015)
- Monster High: New Ghoul in School (Little Orbit) (2015)
- I pinguini di Madagascar (videogioco 2014) (Little Orbit) (2014)
- Dragon Trainer 2 (Little Orbit) (2014)
- Barbie: Dreamhouse Party (Little Orbit) (2013)
- Combo Pack: I Croods: Festa Preistorica e Rise of the Guardians (D3 Publisher) (2013)
- Turbo: Acrobazie in Pista (D3 Publisher) (2013)
- I Croods: Festa Preistorica (D3 Publisher) (2013)
- Rise of the Guardians (D3 Publisher) (2012)
- Bigfoot: King of Crush (Zoo Entertainment) (2011)
- Stunt Flyer: Hero of the Skies (Just A Game GmbH) (2011) (Region 2 only)
- Scooby-Doo! e la Palude del Mistero (Warner Bros. Interactive Entertainment) (2010)
- Kid Adventures: Sky Captain (D3 Publisher) (2010)
- Scooby-Doo! Le Origini del Mistero (Warner Bros. Interactive Entertainment) (2009)
- Monster Jam: Assalto Urbano (Activision) (2008)
- Zoo Hospital (Majesco Entertainment) (2008)
- Monster Jam (Activision) (2007)
- Indianapolis 500 Legends (Destineer) (2007)

Nintendo 3DS
- Sam il Pompiere: al Salvataggio (Avanquest) (2015) (Region 2 only)
- Il Trenino Thomas: A tutto vapore per Sodor (Avanquest) (2015) (Region 2 only)
- Mike il Cavaliere e il Grande Galoppo (Avanquest) (2015) (Region 2 only)
- Barbie e le sue sorelle: Salvataggio Cuccioli (Little Orbit) (2015)
- Monster High: New Ghoul in School (Little Orbit) (2015)
- I pinguini di Madagascar (Little Orbit) (2014)
- Dragon Trainer 2 (Little Orbit) (2014)
- Barbie: Dreamhouse Party (Little Orbit) (2013)
- Combo Pack: I Croods: Festa Preistorica e Madagascar 3: Ricercati in Europa (D3 Publisher) (2013)
- Turbo: Acrobazie in Pista (D3 Publisher) (2013)
- I Croods: Festa Preistorica (D3 Publisher) (2013)
- Rise of the Guardians (D3 Publisher) (2012)
- Madagascar 3 - Ricercati in Europa (D3 Publisher) (2012)

Nintendo DS
- Monster High: 13 Desideri (Little Orbit) (2013)
- Barbie: Dreamhouse Party (Little Orbit) (2013)
- Combo Pack: I Croods: Festa Preistorica e Madagascar 3: Ricercati in Europa (D3 Publisher) (2013)
- Turbo: Acrobazie in Pista (D3 Publisher) (2013)
- I Croods: Festa Preistorica (D3 Publisher) (2013)
- Rise of the Guardians (D3 Publisher) (2012)
- Madagascar 3: Ricercati in Europa (D3 Publisher) (2012)
- Scooby-Doo! e la Palude del Mistero (Warner Bros. Interactive Entertainment) (2010)
- Scooby-Doo! Le Origini del Mistero (Warner Bros. Interactive Entertainment) (2009)
- Crystal Mines (2009) (Home Entertainment Suppliers) (2009) (Region 4 only)
- Backyard Football 2009 (Atari) (2008)
- Monster Jam: Assalto Urbano (Activision) (2008)
- Zoo Hospital (Majesco Entertainment) (2008)
- Backyard Football 2008 (Atari) (2007)
- Monster Jam (Activision) (2007)
- Indianapolis 500 Legends (Destineer) (2007)
- Spider-Man: Battle for New York (Activision) (2006)
- Shrek Smash n' Crash Racing (Activision) (2006)

iOS
- Flipper Fox (Celago) (2016)
- Heidi Price & the Orient Express (Celago) (2016)
- Crystal Crusade (Celago) (2015)
- Mickey's Shapes Sing-Along (Disney Interactive Studios) (2015)
- Mickey's Magical Math World (Disney Interactive Studios) (2015)
- Falling Skies: Planetary Warfare (Little Orbit) (2014)
- Save Your Legs! (RKPix) (2012)

Android OS
- Flipper Fox (Celago) (2016)
- Heidi Price & the Orient Express (Celago) (2016)
- Crystal Crusade (Celago) (2015)
- Mickey's Super Rocket Shapes (Disney Interactive Studios) (2015)
- Falling Skies: Planetary Warfare (Little Orbit) (2014)

PC
- Ben 10 (Outright Games) (2017)
- Barbie e le sue sorelle: Salvataggio Cuccioli (Little Orbit) (2015)
- Monster High: New Ghoul in School (Little Orbit) (2015)
- Falling Skies (Little Orbit) (2014)
- Barbie: Dreamhouse Party (Little Orbit) (2013)
- Scooby-Doo! e la Palude del Mistero (Warner Bros. Interactive Entertainment) (2012)
- Scooby-Doo! Le Origini del Mistero (Warner Bros. Interactive Entertainment) (2011)
- Monster Jam (Activision) (2007)
- Le Mans 24 Hours (Atari) (2002)
- Squatter: The Classic Australian Game (Home Entertainment Suppliers) (1999)
- Carmageddon TDR 2000 (SCi) (2000)
- Dick Johnson V8 Challenge (Home Entertainment Suppliers) (1999)

PlayStation 2
- Scooby-Doo! e la Palude del Mistero (Warner Bros. Interactive Entertainment) (2010)
- Scooby-Doo! Le Origini del Mistero (Warner Bros. Interactive Entertainment) (2009)
- Monster Jam: Assalto Urbano (Activision) (2008)
- Monster Jam (Activision) (2007)
- Indianapolis 500 Legends (Destineer) (2008)
- Shrek Smash n' Crash Racing (Activision) (2006)
- Classified: The Sentinel Crisis (Global Star Software) (2005)
- Grand Prix Challenge (Atari) (2002) - Supplied art for tracks of Silverstone (UK), Magny-Cours (Francia) and Montreal (Canada)

PlayStation Portable
- Monster Jam: Assalto Urbano (Activision) (2008)
- Shrek Smash n' Crash Racing (Activision) (2006)

Xbox
- Classified: The Sentinel Crisis (Global Star Software) (2005)
- Grand Prix Challenge (Atari) (2002) - Supplied art for tracks of Silverstone (UK), Magny-Cours (Francia) and Montreal (Canada)

Nintendo GameCube
- Shrek Smash n' Crash Racing (Activision) (2006)

Game Boy Advance
- Backyard Football 2007 (Atari) (2006)
- Spider-Man: Battle for New York (Activision) (2006)
- Shrek Smash n' Crash Racing (Activision) (2006)
- Curious George (Namco) (2006)
- Fantastic Four: Flame On (Activision) (2005)
- Backyard Football 2006 (Atari) (2005)
- Sportsmans Pack 2 in 1 (Activision) (2005)
- Gumby vs the Astrobots (Namco) (2005)
- I Fantastici 4 (Activision) (2005)
- Dead to Rights (Namco) (2004)
- Cabelas Big Game Hunter (Activision) (2004)
- Rapala Pro Fishing (Activision) (2004)
- Ice Nine (Bam! Entertainment) (2003)
- Pitfall Harry: The Lost Expedition (Activision) (2003)
- The Invincible Iron Man (Activision) (2003)
- Backyard Football (Atari) (2003)
- Space Invaders (Activision) (2002)
- The Invincible Iron Man (Activision) (2002)
- Duke Nukem Advance (Activision) (2002)
- Doom II (Activision) (2002)
- Minority Report (Activision) (2002)
- Jackie Chan Adventures - Legend of the Dark Hand (Activision) (2001)
- Planet of the Apes (Ubisoft) (2001)

Game Boy Color
- Planet of the Apes (Ubisoft) (2001)
- Spider-Man 2: The Sinister Six (Activision) (2001)
- Lion King: Simba's Mighty Adventure (Activision) (2000)
- NBA Hoopz (Midway Games) (2000)
- Max Steel - Covert Missions (Mattel Interactive) (2000)
- NBA Showtime: NBA on NBC (Midway Games) (1999)
- Carmageddon TDR2000 (SCi) (1999)
- Star Wars: Yoda Stories (THQ) (1999)
- Duke Nukem (GT Interactive) (1999)
- Hello Kitty's Cube Frenzy (NewKidCo) (1999)
- NBA Jam 99 (Acclaim Entertainment) (1999)

Game Boy
- Beavis and Butt-head (GT Interactive) (1999)
- NBA Jam Tournament Edition (Acclaim Entertainment) (1998)
- Dragon Heart (Acclaim Entertainment) (1995)
- Star Gate (Acclaim Entertainment) (1995)
- College Slam (Acclaim Entertainment) (1995)
- The Lost World: Jurassic Park (THQ) (1997)

Game Gear
- Star Gate (Acclaim Entertainment) (1995)

N-Gage
- Ashen (Nokia) (2004)
- Operation Shadow (Nokia) (2004)

Leapfrog Series
Didj
- Didj Racing: Tiki Tropics (2008)

Leapster 2
- Go Diego Go! Animal Rescuer (2008)
- CARS Supercharged (2008)
- Sonic X (2008)

L-Max
- Go Diego Go! Animal Rescuer (2007)
- CARS Supercharged (2007)
- NASCAR (2006)
- Sonic X (2005)
- Counting on Zero (2005)
- Cars (2005)